# Drillia pyramidata
Drillia pyramidata é uma espécie de gastrópode do gênero Drillia, pertencente a família Drilliidae.